# Red Bull Ring
Il Red Bull Ring è un circuito automobilistico e motociclistico situato a Spielberg bei Knittelfeld, in Stiria (Austria).
Costruito originariamente nel 1969 e chiamato inizialmente Österreichring, l'impianto fu rinominato  A1-Ring negli anni novanta a seguito di un costoso rinnovamento che ne aveva modificato il tracciato. Rimasto per lunghi anni inattivo, è stato riammodernato e ha ripreso l'attività dalla stagione motoristica 2011: riaperto il 15 maggio 2011, conserva il disegno del tracciato introdotto nel 1996,
ha ospitato trentacinque edizioni del Gran Premio d'Austria di Formula 1, valido per il campionato mondiale, dal 1970 al 1987 sul tracciato originario e dal 1997 al 2003 sul tracciato completamente rinnovato, che dal 2014 ha di nuovo ospitato la Massima Categoria. Nel 2020 e nel 2021 ha inoltre ospitato due edizioni del Gran Premio di Stiria, il doppio appuntamento stagionale organizzato sul circuito in seguito alla pandemia di COVID-19.
Sulla pista originaria furono disputate anche le gare del Campionato mondiale Superbike dal 1988 (anno di fondazione della serie) al 1994, prima della ristrutturazione del 1995 che portò all'attuale configurazione, sulla quale il motomondiale ha poi corso solo nel 1996 e 1997, anno in cui le derivate di serie vi hanno fatto ritorno sino al 1999.
L'autodromo fu originariamente costruito per sostituire il vicino aeroporto militare di Zeltweg, in cui si era svolto negli anni sessanta il primo Gran Premio d'Austria di Formula 1: per questo motivo il Red Bull Ring è conosciuto storicamente come circuito di Zeltweg. A partire dalla riapertura nel 2011 è più spesso utilizzato il nome circuito di Spielberg, anche a causa degli investimenti fatti dalla comunità locale.

## Storia
Già negli anni cinquanta vi furono competizioni motoristiche nei dintorni di Zeltweg, che si tennero su di un circuito ricavato all'interno dell'aerodromo militare della città a partire dal 1957 e denominate Flugplatzrennen. Il crescente interesse portò ad organizzarvi sia nel 1961, sia nel 1963, gare di Formula 1 non valide per il mondiale, seguite nel 1964 dalla prima edizione del Gran Premio d'Austria.
Ma nel 1965, a causa della superficie sconnessa e abrasiva della pista inadatta alle monoposto della massima serie, il Gran Premio d'Austria fu riservato alle Vetture sport e alle Gran Turismo, con successivo inserimento nel Mondiale marche: il desiderio di riportare in Austria la massima formula spinse gli organizzatori locali a far sì che venisse realizzato un autodromo permanente a meno di un chilometro di distanza dall'aerodromo Hinterstoisser.

### L'Österreichring
Il nuovo circuito fu inaugurato nel luglio del 1969 con la Eröffnungsrennen (letteralmente: gara dell'inaugurazione) che precedette di due settimane la prima 1000 km di Zeltweg valevole per il Mondiale marche (disputatasi poi fino al 1976), mentre nell'agosto del 1970 la Formula 1 vi disputò il Gran Premio d'Austria, che da quella stagione tornava ad essere una gara riservata alle monoposto.

Il tracciato originale dell'Österreichring

Circuito molto veloce e caratterizzato da un'altimetria condizionata dalla collocazione sul fianco di una collina, misurava 5.911 metri nella versione originaria. Dopo la linea del traguardo, posizionata nella parte bassa della collina, il rettilineo di partenza saliva ripidamente verso la prima curva, la Vöst-Hügel, una doppia curva a destra veloce e cieca caratterizzata dall'impossibilità da parte dei piloti di vedere in anticipo il primo punto di corda. Si percorreva poi il tratto di Flatschach, un sinuoso "rettilineo" ancora in salita che conduceva alla curva Dr. Tiroch, un lunghissimo tornante a destra in salita, da percorrere in appoggio. All'uscita della curva la pista scendeva e un altro tratto, più o meno rettilineo, conduceva con una lieve discesa alla Bosch-Kurve, veloce tornante a destra caratterizzato da una ripida discesa. La discesa proseguiva più lieve lungo il breve tratto che comprendeva anche le uniche due vere curve a sinistra; al centro della seconda la pista risaliva attraverso la Texaco-Schikane, alla fine della quale era presente un'altra discesa, abbastanza marcata. Da questo punto in poi la pista scendeva verso la Jochen Rindt Kurve, veloce ma impegnativo tornante a destra in discesa, che riportava sul rettilineo di partenza.
La pista fu leggermente modificata dal 1976 dopo l'incidente mortale subito alla Vöst-Hügel da Mark Donohue nel corso del warm up dell'edizione del 1975: la curva fu riprofilata, allargando la sede stradale di tre metri (la lunghezza scese a 5.910 metri), aggiungendo guard-rails all'esterno e arretrando il guard-rail interno di qualche metro, ma fu una soluzione provvisoria, in attesa di lavori definitivi. Tre le ipotesi di modifica in quel punto: spostare la Vöst-Hügel di 150 metri più avanti (oltre la cresta della collina) e riprofilarla per renderla più lenta, o spostarla all'interno di una decina di metri, aumentandone il raggio di curvatura e perciò velocizzandola ulteriormente o, infine creare una chicane. Considerazioni legate all'acquisto dei terreni adiacenti a quel punto del tracciato e alla pericolosità di una prima curva ancora più veloce portarono a scegliere l'ultima soluzione, così fu realizzata la chicane Hella Licht, che allungò il circuito fino a 5.942 metri. Il difetto maggiore del circuito restava la carenza di vie di fuga e una sede stradale non abbastanza larga, specialmente lungo il rettilineo di partenza.
Dopo l'ultima edizione disputata nel 1987, caratterizzata da tre partenze dovute a diversi incidenti al via, la Formula 1 abbandonò l'Österreichring. Nella primavera del 1988 il circuito fu sottoposto a 3 mesi di lavori di adeguamento per riavere la Formula 1 nel 1989: tutta la pista fu allargata di un paio di metri, la larghezza del rettilineo di partenza passò da 9 a 12 metri, furono migliorate tutte le vie di fuga e la Bosch-Kurve fu ridisegnata di sana pianta, venendo spostata all'interno di una ventina di metri: tali lavori ridussero la lunghezza totale del tracciato a 5.852 m.
Oltre al già citato Campionato mondiale Superbike, altri campionati sono stati disputati negli anni successivi; tra questi l'Interserie e la F3 tedesca. Tra le ultime gare su questo tracciato lievemente ritoccato vi furono nel 1995 le due manche della gara della Super Tourenwagen Cup tedesca, competizione equivalente al Campionato italiano superturismo, una delle quali fu caratterizzata da un incidente multiplo alla chicane Hella Licht avvenuto subito dopo la partenza.

### L'A1-Ring

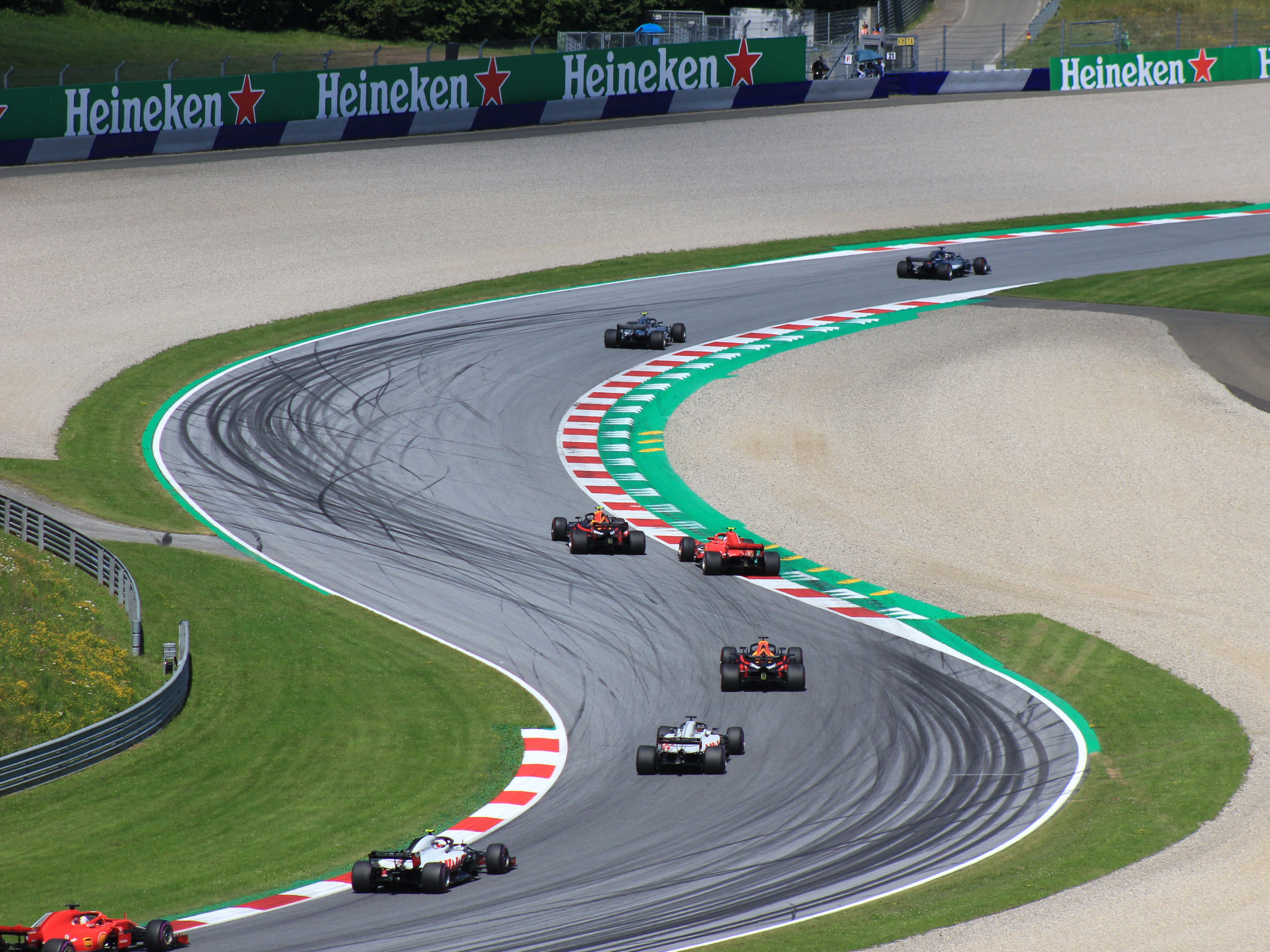
Le curve 7 e 8

Questi lavori di adeguamento del tracciato non bastarono però a far tornare la massima serie in Austria. Fu quindi realizzato un profondo riammodernamento alla fine del 1995, con un progetto di Hermann Tilke ispirato a quello già presentato nel 1988 ma non portato a termine. Solo nel 1997 la F1 tornò sul circuito rinnovato, dopo che il Motomondiale lo aveva inaugurato la stagione precedente. Gran parte dei lavori furono finanziati dalla società austriaca di telefonia mobile A1, che impose il cambio di denominazione. In tale configurazione il circuito rimase in funzione fino al 2004, ospitando nel frattempo anche tre gare del DTM dal 2001 al 2003.
La pista fu drasticamente accorciata e snaturata, eliminando la salita verso la chicane Hella-Licht, molto pericolosa, anticipando di parecchie decine di metri la prima curva, costruendo un nuovo rettilineo parallelo a quello di Flatschach e ricongiungendosi con il vecchio tracciato tramite un secco tornante in ripida salita, collocato poco dopo la discesa successiva alla curva Dr. Tiroch e denominato Remus Kurve. Altre profonde modifiche furono apportate anche alle due curve a sinistra precedenti la Texaco-Schikane (riposizionate all'interno e rallentate), alla Curva Bosch (ora molto più lenta) e alla curva Rindt, trasformata da lungo tornante a doppia curva a gomito, per ricavare ampie vie di fuga all'esterno di queste curve, che fino a quel momento ne erano completamente prive, con il guard-rail esterno e il terrapieno posti a ridosso della sede stradale.

### Il Red Bull Ring

Il progetto iniziale per il tracciato del Red Bull Ring

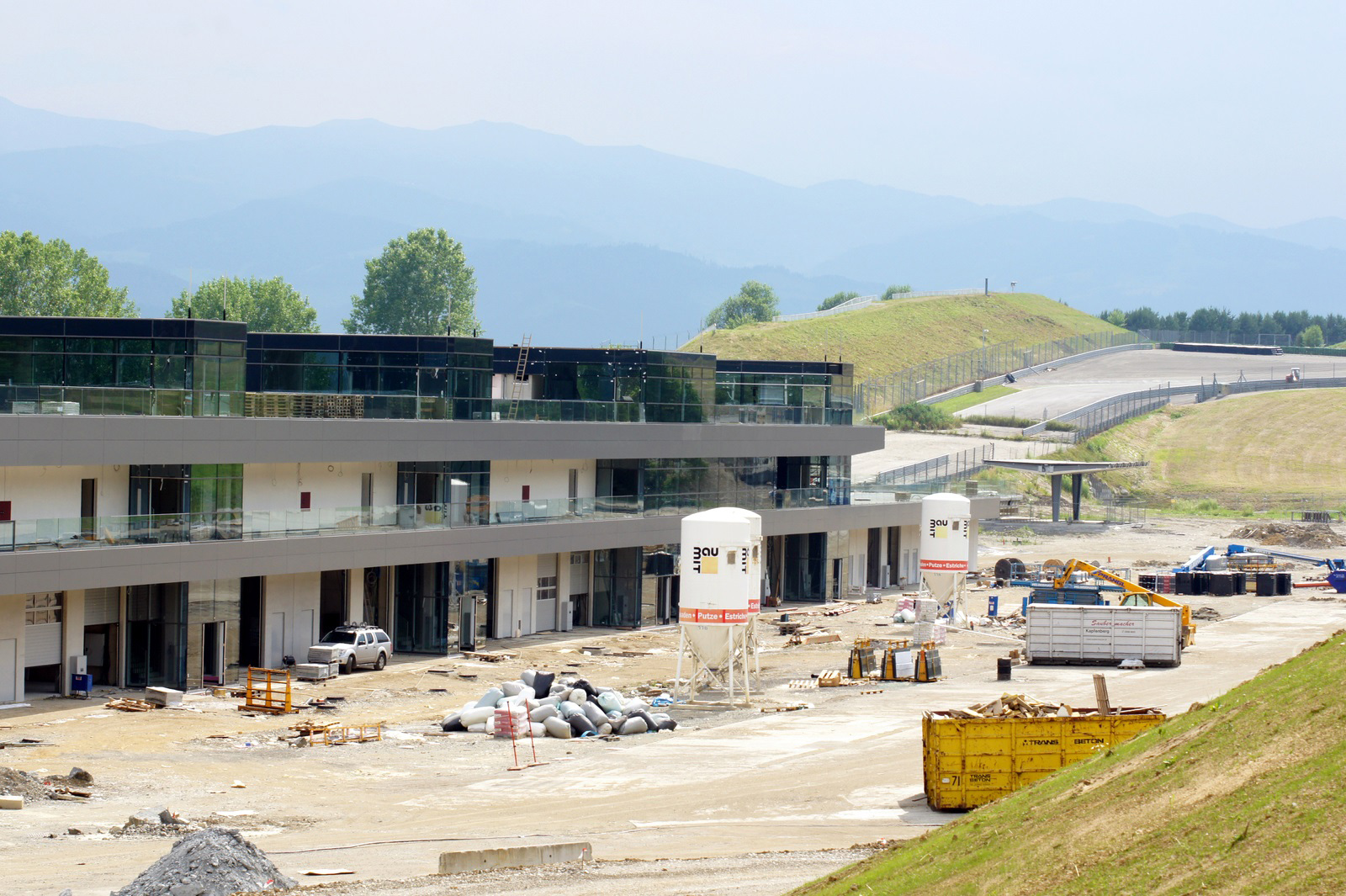
I box vengono ricostruiti nel 2010

Il circuito oggi è di proprietà della Red Bull che lo aveva rilevato nel 2004 e aveva promosso dei lavori di adeguamento per riportarvi la Formula 1 e realizzarvi anche un centro ricerche sugli sport motoristici. Il tracciato avrebbe ricalcato quello dell'A1-Ring, con la possibilità di includere un'estensione che sarebbe stata realizzata comprendendo il tratto di Flatschach e la curva Dr. Tiroch, denominato "Circuito Ovest", realizzando così un circuito completo molto più lungo e tortuoso dell'originale Österreichring.
Tali lavori però furono interrotti per le proteste ambientaliste e il tracciato rimase a lungo in stato d'abbandono finché, nell'aprile 2008, l'azienda austriaca annunciò la decisione di rimetterlo in funzione e il campionato DTM considerò quindi l'ipotesi di presentarvisi dal 2009. Nel luglio 2008 gli organizzatori del DTM decisero di non includere la pista nel 2009, sebbene non avessero escluso la possibilità di rivedere tale decisione.
Nell'ottobre 2008 il proprietario Dietrich Mateschitz escluse che il circuito potesse in futuro ospitare nuovamente la F1 o il motomondiale, mentre affermò che sarebbe stato probabile un suo impiego nel DTM; ma in seguito fece parziali aperture nei confronti dei principali campionati mondiali a quattro e due ruote. I lavori di riattivazione dell'impianto terminarono nell'autunno del 2010.
Nonostante il proprietario avesse dichiarato in un primo momento che il tracciato avrebbe ricalcato grosso modo il disegno originario del circuito, ridando così vita all'Österreichring, alla fine del 2010 il circuito fu omologato dalla FIA, dopo una visita di Charlie Whiting, in una configurazione identica a quella dell'A1-Ring, che così poté tornare a ospitare eventi motoristici, compresa la Formula 1.
L'inaugurazione ufficiale avvenne il 15 maggio e vide impegnati, fra gli altri, i due piloti della Red Bull Racing, Sebastian Vettel e Mark Webber, al volante della RB6, vettura campione del mondo nel 2010.
Nel 2022 venne introdotta, solo per il motomondiale, una chicane alla curva 2.

### Uso attuale

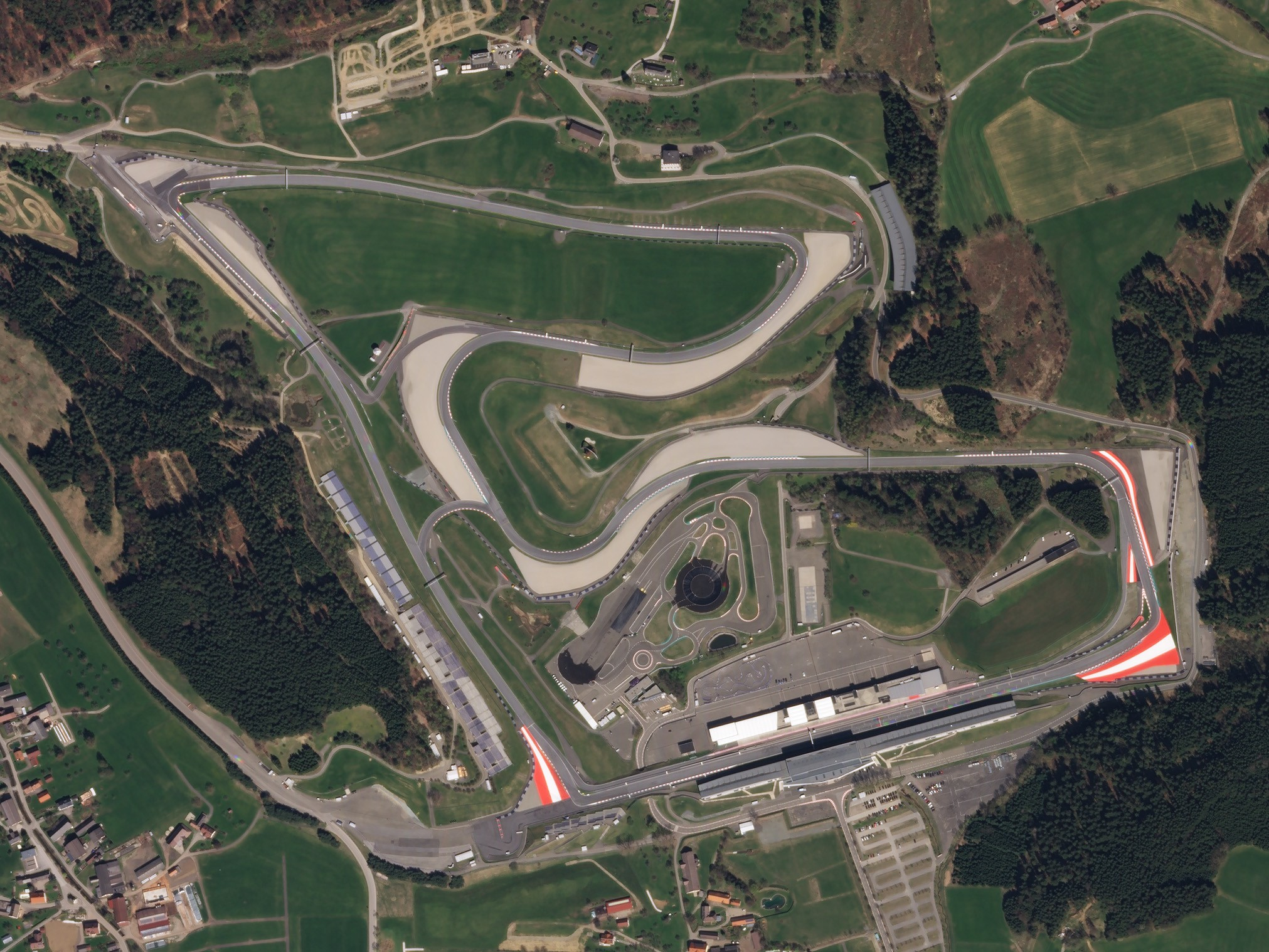
Il circuito attuale visto dal satellite

La gara inaugurale del rinnovato impianto fu la Targa Tricolore Porsche il 22 maggio (insieme a gare valide per alcuni campionati italiani), mentre il calendario delle gare per il 2011 comprendeva poi la gara del DTM il 5 giugno, le serie del Peroni Racenetwork di Roma il 13 giugno (Coppa Italia, Renault Clio Cup, Formula Renault, Turismo di Serie e Autostoriche), le gare dell'ADAC tedesco il 14 agosto (ATS Formel-3-Cup, "ADAC GT Masters", "ADAC Procar", ADAC Formel Masters") e una tappa della Formula 2 il 27 e 28 agosto assieme all'International GT Open. Anche il campionato motociclistico tedesco Internationalen Deutschen Motorradmeisterschaft per moto derivate dalla serie ha usato il circuito quell'anno. L'impianto ha poi ospitato regolarmente la maggioranza di questi campionati nelle stagioni seguenti.
Il 23 luglio 2013, tramite una dichiarazione congiunta, Bernie Ecclestone e Dietrich Mateschitz, titolare della Red Bull Racing, annunciarono il ritorno dal 2014 del Gran Premio d'Austria nel calendario iridato per il 22 giugno da disputarsi sul tracciato del Red Bull Ring.
Nel 2016 il circuito è stato inserito nel calendario motomondiale MotoGP e ha ospitato la decima tappa della stagione il 14 agosto 2016.
Nella stagione 2020 di Formula 1 il circuito ha ospitato l'edizione del Gran Premio di Stiria, introdotto dalla FIA per garantire un certo numero di gare durante il campionato, condizionato dalla pandemia di COVID-19. Il circuito viene aggiunto al calendario anche nella stagione successiva ospitando nuovamente il Gran Premio di Stiria per via della posticipazione del Gran Premio di Turchia a causa delle restrizioni imposte dal Regno Unito ai viaggiatori provenienti dal Paese turco per via delle problematiche dettate dalla pandemia di COVID-19.
Il 26 giugno e il 3 luglio 2021 si disputano i primi due Gran Premi stagionali della W Series, massimo campionato automobilistico femminile, che dal 2023 cambierà nome in F1 Academy. La prima gara viene vinta da Alice Powell; la seconda viene vinta da Jamie Chadwick, che detiene tra l'altro il record femminile sul giro di pista con il suo 1'29"607 nella gara 2.
Nel novembre 2021, in seguito allo spaventoso incidente tra Johann Zarco e Franco Morbidelli durante il Gran Premio del 2021 sul rettilineo tra curva 1 e curva 3, sono iniziati i lavori per la costruzione di una chicane per poter rallentare le moto in arrivo alla curva più lenta del tracciato. La nuova configurazione è usata nelle prove del Motomondiale dal 2022, mentre la Formula 1 continua ad usare la vecchia configurazione.
Il 28 e 29 aprile 2023 scendono nuovamente in pista le donne, in occasione delle prime tre mini-gare della F1 Academy 2023, che saranno vinte il 29 aprile da Marta García, Amna Al Qubaisi e nuovamente Marta García.
Il record assoluto del circuito per la configurazione in uso dal 2025 è di 1'03"971 stabilito da Lando Norris su McLaren nelle qualifiche del Gran Premio d'Austria dello stesso campionato.

## Albo d'oro della Formula 1

### Gran Premio d'Austria
| 1970        | Jacky Ickx            | Ferrari       |               |               |
| 1971        | Jo Siffert            | BRM           |               |               |
| 1972        | Emerson Fittipaldi    | Lotus         |               |               |
| 1973        | Ronnie Peterson       | Lotus         |               |               |
| 1974        | Carlos Reutemann      | Brabham       |               |               |
| 1975        | Vittorio Brambilla    | March         |               |               |
| 1976        | John Watson           | Penske        |               |               |
| 1977        | Alan Jones            | Shadow        |               |               |
| 1978        | Ronnie Peterson       | Lotus         |               |               |
| 1979        | Alan Jones            | Williams      |               |               |
| 1980        | Jean-Pierre Jabouille | Renault       |               |               |
| 1981        | Jacques Laffite       | Ligier        |               |               |
| 1982        | Elio De Angelis       | Lotus         |               |               |
| 1983        | Alain Prost           | Renault       |               |               |
| 1984        | Niki Lauda            | McLaren       |               |               |
| 1985        | Alain Prost           | McLaren       |               |               |
| 1986        | Alain Prost           | McLaren       |               |               |
| 1987        | Nigel Mansell         | Williams      |               |               |
| 1988 - 1996 | Non disputato         | Non disputato | Non disputato | Non disputato |
| 1997        | Jacques Villeneuve    | Williams      |               |               |
| 1998        | Mika Häkkinen         | McLaren       |               |               |
| 1999        | Eddie Irvine          | Ferrari       |               |               |
| 2000        | Mika Häkkinen         | McLaren       |               |               |
| 2001        | David Coulthard       | McLaren       |               |               |
| 2002        | Michael Schumacher    | Ferrari       |               |               |
| 2003        | Michael Schumacher    | Ferrari       |               |               |
| 2004 - 2013 | Non disputato         | Non disputato | Non disputato | Non disputato |
| 2014        | Nico Rosberg          | Mercedes      |               |               |
| 2015        | Nico Rosberg          | Mercedes      |               |               |
| 2016        | Lewis Hamilton        | Mercedes      |               |               |
| 2017        | Valtteri Bottas       | Mercedes      |               |               |
| 2018        | Max Verstappen        | Red Bull      |               |               |
| 2019        | Max Verstappen        | Red Bull      |               |               |
| 2020        | Valtteri Bottas       | Mercedes      |               |               |
| 2021        | Max Verstappen        | Red Bull      |               |               |
| 2022        | Charles Leclerc       | Ferrari       |               |               |
| 2023        | Max Verstappen        | Red Bull      |               |               |
| 2024        | George Russell        | Mercedes      |               |               |
| 2025        | Lando Norris          | McLaren       |               |               |

### Gran Premio di Stiria
| Anno | Pilota         | Scuderia |
| ---- | -------------- | -------- |
| 2020 | Lewis Hamilton | Mercedes |
| 2021 | Max Verstappen | Red Bull |

## Nei media
- Il circuito in configurazione A1-Ring/Red Bull Ring è presente in Toca Race Driver, Toca Race Driver 2, GRID 2 e GRID Autosport, tutti sviluppati da Codemasters.
- Il circuito è presente anche in Valentino Rossi The Game, MotoGP 17, MotoGP 18, MotoGP 19, MotoGP 20, MotoGP 21, MotoGP 22, MotoGP 23, MotoGP 24, MotoGP 25, F1 2014, F1 2015, F1 2016, F1 2017, F1 2018, F1 2019, F1 2020, F1 2021, F1 22, F1 23, F1 24, F1 25, F1 Manager 2022, F1 Manager 2023, F1 Manager 2024, F1 Mobile Racing, Assetto Corsa, Assetto Corsa Competizione, Gran Turismo 6, Real Racing 3, Gran Turismo Sport, Gran Turismo 7, rFactor e Project CARS 2.